# Championnat de France de football américain 2025
 (juillet 2025).
Navigation
Saison 2024 Saison 2026
Le championnat de France de football américain 2025 est la 43e saison du championnat de France de football américain de Division 1.
Le vainqueur remporte le 29e trophée du Casque de diamant.

## Déroulement du championnat
Les équipes sont réparties en deux conférences géographiques (Nord et Sud). Ces équipes s'affrontent lors de la saison régulière.
Chaque conférence étant composé de 6 équipes, chaque équipe joue dix matches (2 matches aller/retour contre chacune des 5 autres équipes de sa conférence).
Les six premières équipes à l'issue de la saison régulière sont qualifiées pour la série éliminatoire (playoffs).
Aisni, un tour de wild card est organisé dont sont exemptés les premiers de chaque conférence, les 2e de chaque conférence rencontrant les 3e de l'autre conférence.
Les gagnants des matchs de wild card rencontrent en demi-finale les champions de conférence et les deux vainqueurs se rencontrent en finale.

### Les équipes
( P = promu de Division 2.)
| Équipes                        | Ville               | Stade                | Capacité |
| ------------------------------ | ------------------- | -------------------- | -------- |
| Black Panthers de Thonon       | Thonon-les-Bains    | Stade Joseph-Moynat  | 3 600    |
| Cougars de Saint-Ouen-l'Aumône | Saint-Ouen-l'Aumône | Stade Escutary       | 0 250    |
| Diables Rouges de VillepinteP  | Villepinte          | Stade Laurent Lacans | 0 200    |
| Flash de La Courneuve          | La Courneuve        | Stade Géo-André      | 1 000    |
| Léopards de Rouen              | Rouen               | Stade France 98      | 0        |
| Molosses d'Asnières            | Asnières-sur-Seine  | Stade Blaise Matuidi | 0 500    |

| Équipes                      | Ville           | Stade                                     | Capacité |
| ---------------------------- | --------------- | ----------------------------------------- | -------- |
| Argonautes d'Aix-en-Provence | Aix-en-Provence | Stade Georges-Carcassonne                 | 3 700    |
| Blue Stars de Marseille      | Marseille       | Stade Pierre Delort                       | 5 000    |
| Dauphins de Nice             | Nice            | Stade Marcel-Volot                        | 3 000    |
| Grizzlys Catalans            | Perpignan       | Parc des Sports de Perpignan 3            | 2 000    |
| Iron Mask de Cannes          | Cannes          | Stade Pierre-de-Coubertin                 | 9 819    |
| Ours de Toulouse             | Toulouse        | Stade de football américain des Argoulets | 0 500    |

Sources : fffa.org, football-aktuell.de

## Résultats

### Saison régulière
| Clas | Équipe                         | MJ | V | N | D | PM  | PE  | Diff |
| ---- | ------------------------------ | -- | - | - | - | --- | --- | ---- |
| 1    | Black Panthers de Thonon       | 10 | 9 | 0 | 1 | 349 | 79  | 270  |
| 2    | Flash de La Courneuve          | 10 | 8 | 0 | 2 | 294 | 82  | 212  |
| 3    | Molosses d'Asnières            | 10 | 7 | 0 | 3 | 311 | 120 | 191  |
| 4    | Diables rouges de Villepinte   | 10 | 3 | 1 | 6 | 149 | 228 | -79  |
| 5    | Léopards de Rouen              | 10 | 2 | 0 | 8 | 115 | 356 | -241 |
| 6    | Cougars de Saint-Ouen-l'Aumône | 10 | 0 | 1 | 9 | 35  | 388 | -353 |

| Clas | Équipe                       | MJ | V | N | D  | PM  | PE  | Diff |
| ---- | ---------------------------- | -- | - | - | -- | --- | --- | ---- |
| 1    | Iron Mask de Cannes          | 10 | 8 | 1 | 1  | 303 | 188 | 115  |
| 2    | Grizzlys Catalans            | 10 | 6 | 1 | 3  | 283 | 234 | 49   |
| 3    | Ours de Toulouse             | 10 | 5 | 1 | 3  | 237 | 216 | 21   |
| 4    | Blue Stars de Marseille      | 10 | 5 | 1 | 4  | 161 | 122 | 39   |
| 5    | Argonautes d'Aix-en-Provence | 10 | 3 | 0 | 6  | 221 | 267 | -46  |
| 6    | Dauphins de Nice             | 10 | 0 | 0 | 10 | 125 | 303 | -178 |

Sources : fffa.org, football-aktuell.de

### Phase finale
|  | Wild-card,            | Wild-card,            |                          |             | Demi-finales,            | Demi-finales, |  |  | Finale,     | Finale,     |
|  | Wild-card,            | Wild-card,            |                          |             | Demi-finales,            | Demi-finales, |  |  | Finale,     | Finale,     |
|  |                       |                       |                          |             |                          |               |  |  |             |             |
|  | 10 mai 2025           | 10 mai 2025           |                          |             | 17 mai 2025              | 17 mai 2025   |  |  | 31 mai 2025 | 31 mai 2025 |
|  | 10 mai 2025           | 10 mai 2025           |                          |             | 17 mai 2025              | 17 mai 2025   |  |  | 31 mai 2025 | 31 mai 2025 |
|  | 10 mai 2025           | 10 mai 2025           | Black Panthers de Thonon | 35          |                          |               |  |  | 31 mai 2025 | 31 mai 2025 |
|  | Molosses d'Asnières   | 56                    | Black Panthers de Thonon | 35          |                          |               |  |  | 31 mai 2025 | 31 mai 2025 |
|  | Molosses d'Asnières   | 56                    | Molosses d'Asnières      | 14          |                          |               |  |  | 31 mai 2025 | 31 mai 2025 |
|  | Ours de Toulouse      | 30                    | Molosses d'Asnières      | 14          |                          |               |  |  | 31 mai 2025 | 31 mai 2025 |
|  | Ours de Toulouse      | 30                    | 17 mai 2025              | 17 mai 2025 | Black Panthers de Thonon | 44            |  |  |             |             |
|  | 10 mai 2025           |                       | 17 mai 2025              | 17 mai 2025 | Black Panthers de Thonon | 44            |  |  |             |             |
|  |                       | Iron Mask de Cannes   | 17 mai 2025              | 17 mai 2025 | 12                       |               |  |  |             |             |
|  | Grizzlys Catalans     | Iron Mask de Cannes   | 17 mai 2025              | 17 mai 2025 | 12                       | 19            |  |  |             |             |
|  | Grizzlys Catalans     | Flash de La Courneuve | 20                       |             |                          | 19            |  |  |             |             |
|  | Flash de La Courneuve | Flash de La Courneuve | 20                       | 44          |                          |               |  |  |             |             |
|  | Flash de La Courneuve | Iron Mask de Cannes   | 21                       | 44          |                          |               |  |  |             |             |
|  |                       | Iron Mask de Cannes   | 21                       |             |                          |               |  |  |             |             |

## Récompenses
A l'issus de la saison, plusieurs récompenses sont décernées.
| Trophées                                               | Vainqueurs                               | Nommés |
| ------------------------------------------------------ | ---------------------------------------- | --- |
| Trophée Laurent Plegelatte du meilleur joueur français | Adel Bafdile (Black Panthers de Thonon)  | Idriss Ramky (Grizzlys Catalans) Yanis Polin (Iron Mask de Cannes) Fayade Said (Blue Stars de Marseille)                             |
| Trophée Chris Flynn du meilleur joueur étranger        | Brody Hahn (Molosses d'Asnières)         | José Tabora Jr (Black Panthers de Thonon ) Alexander Fromberg (Grizzlys Catalans ) Dominique Thompson (Argonautes d'Aix-en-Provence) |
| Meilleur joueur de moins de 24 ans                     | Timothe Labarriere (Iron Mask de Cannes) | Jumilson Moreira (Black Panthers de Thonon ) Mathis Delobel (Molosses d'Asnières) Judson Saint-Louis (Flash de La Courneuve)         |
| Meilleur Staff                                         | Black Panthers de Thonon                 | Iron Mask de Cannes Ours de Toulouse Flash de La Courneuve                                                                           |